# Catedral de San Pablo (Lieja)
La catedral de San Pablo de Lieja (Bélgica), antiguamente (y hasta 1802) colegiata de San Pablo, era una de las siete colegiatas de la ciudad de Lieja, hasta la supresión de su cabildo en 1797. Fue consagrada catedral de Lieja por el Concordato de 1801, tras la destrucción de la antigua catedral de San Lamberto en 1794, durante la Revolución francesa y liejana. Pertenece a la diócesis de Lieja.

## Fundación y comunidad
La iglesia colegiata fue fundada por el obispo Eraclio. Fue construida entre los años 965 (969, según algunos autores) y 971 en un terreno pantanoso de 12 hectáreas, alrededor de una antigua capilla dedicada a Germán de Auxerre, en la Isle (isla), una parte de la ciudad delimitada por un brazo del río Mosa denominado Saveunière. Según la leyenda, el propio apóstol San Pablo se apareció a Eraclio para señalarle que le indicaría el emplazamiento para su construcción; el día siguiente, se produjo una inusual nevada (en el mes de julio) que sólo respetó el terreno en el que se habría de edificar la colegiata.
La construcción de la colegiata permitió urbanizar una zona pantanosa que hasta el momento había permanecido inhabitada. Eraclio instituyó allí un capítulo de veinte monjes, a los que su sucesor, el príncipe-obispo Notker, añadió una decena más. Eraclio falleció sin ver terminada su obra; fue Notker quien consagró la colegiata y dos altares, uno dedicado a Germán de Auxerre y otro dedicado al Papa Calixto I, el 7 de mayo de 972. A mediados del siglo XI, la construcción de dos puentes (el pont d'Île sobre la Sauvenière, y el de Avroy, permiten conectar la zona con el centro de Lieja y las tierras de Avroy, respectivamente. A lo largo de ocho siglos, la comunidad colegial creció hasta el centenar: 30 canónigos, 37 capellanes, 10 monaguillos y 17 místicos llegaron a vivir en locales abiertos sobre el claustro y en las casas vecinas.

## Construcciones sucesivas y estilos
Sobre la primitiva colegiata, construida en el siglo X y de estilo románico, se construyó en el siglo XIII (a partir de 1240, el actual coro, el trasepto, la nave central y las naves laterales actuales, en estilo gótico primitivo. Los tres ábsides poligonales de naves y capillas fueron construidos en el siglo XIV. Los ábsides son de estilo gótico flamígero, mientras que los claristorios, las capillas laterales y el campanario son de estilo gótico tardío. La torre fue construida hacia 1390; originalmente fue cubierta por un campanario de madera. El claustro fue reconstruido entre 1445 y 1550. A lo largo del siglo XVI se finalizaron los elementos de decoración interior, incluyendo vidrieras, pinturas morales y dibujos en las bóvedas.

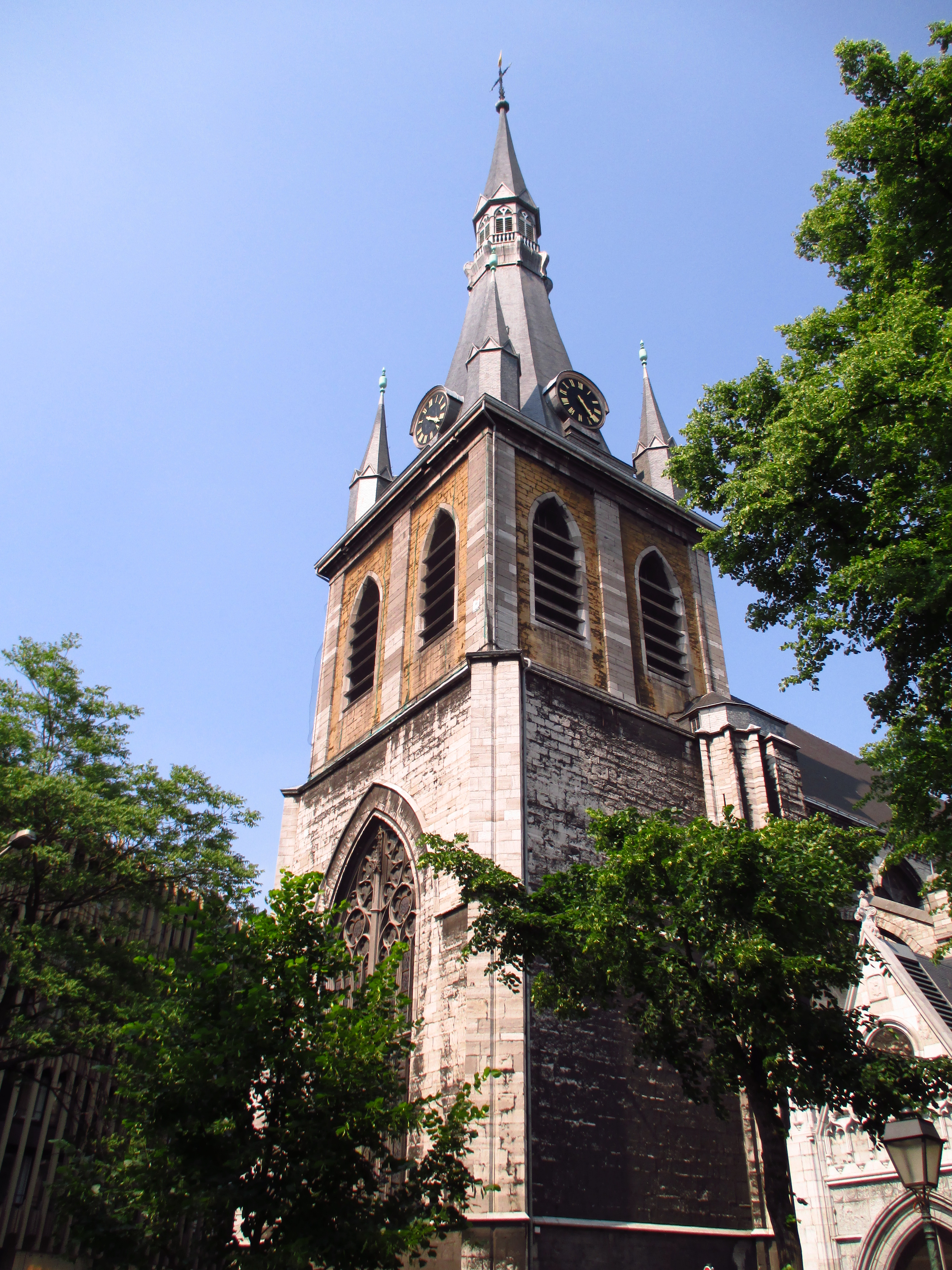
Torre de la Catedral de San Pablo.

Durante el dominio francés (1792-1815), se construyó la parte superior de la torre: el reloj y el carillón proceden de la antigua Catedral de San Lamberto, destruida en 1794. Cuando la Colegiata de San Pablo se consagró como catedral, en 1801, el templo sufrió una amplia restauración que se demoró a lo largo de la primera mitad del siglo XIX.

## Tesoro
El Tesoro de la Catedral, instalado en ocho salas de exposición alrededor del claustro de la antigua Colegiata, contiene numerosas obras de arte, manuscritos, ornamentos e impresos que permiten recorrer el arte y la historia del antiguo Principado de Lieja. Entre sus obras más destacables, se puede señalar las orfebrerías (el busto-relicario de San Lamberto, el relicario de Carlos el Temerario o el de la Santa Cruz), las obras de marfil bizantino y mosano (como el Marfil de las Tres Resurrecciones), manuscritos e impresos de la Universidad de Lieja, esculturas, pinturas de los siglos XV a XVIII, una colección de tejidos de la Alta Edad Media (los dos sudarios de San Lamberto, de los siglos VIII y XI), así como ornamentos litúrgicos. Buena parte de los fondos proceden del antiguo Tesoro de la Catedral de San Lamberto, destruida en 1794 durante la revolución.
El Tesoro está gestionado por la Association Trésor Saint-Lambert, creada en 1992 y presidida por el obispo de Lieja y el decado del capítulo catedralicio, con el objetivo de preservar el patrimonio artístico.

## Galería de imágenes

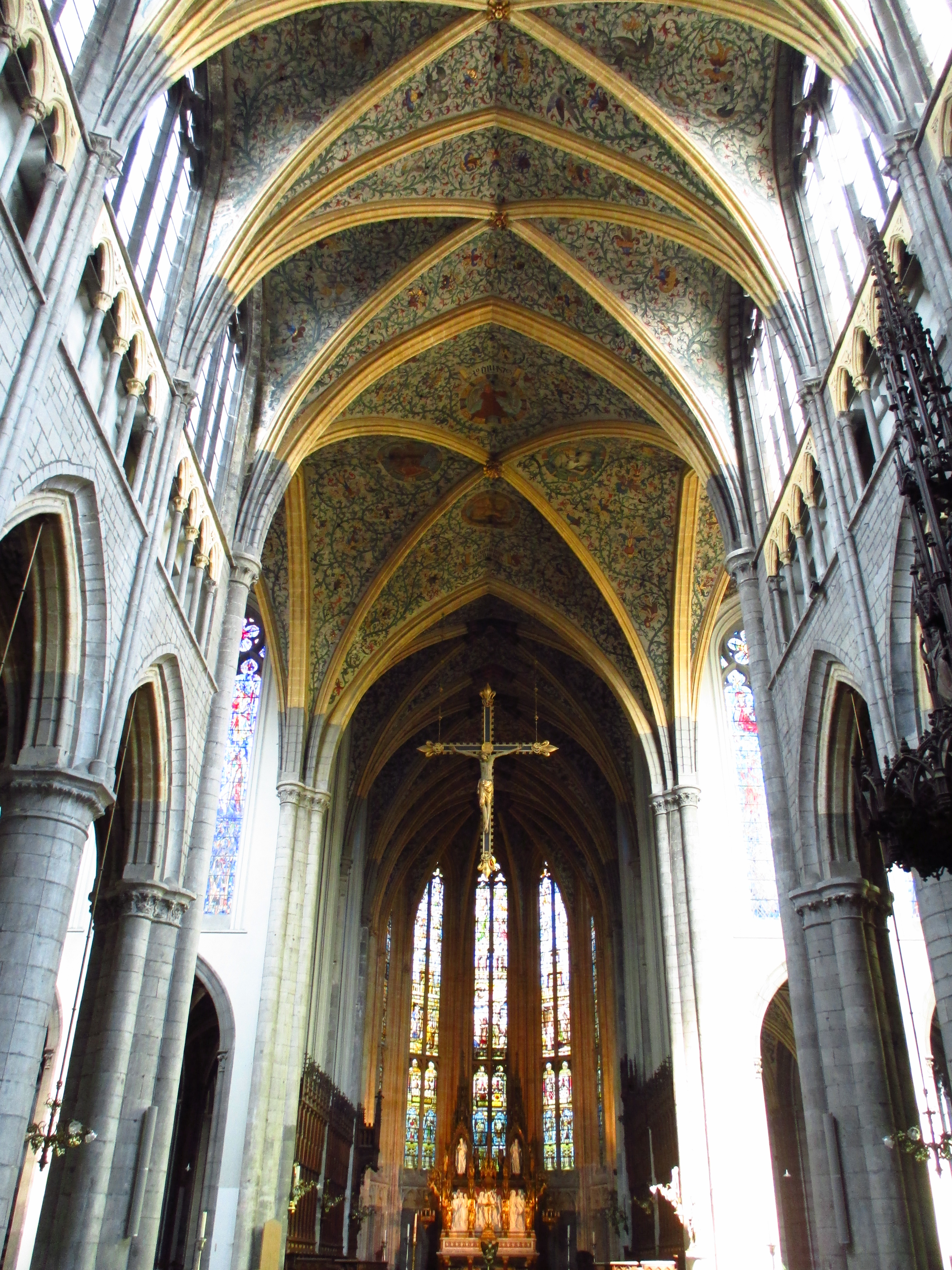
Vista de la nave.
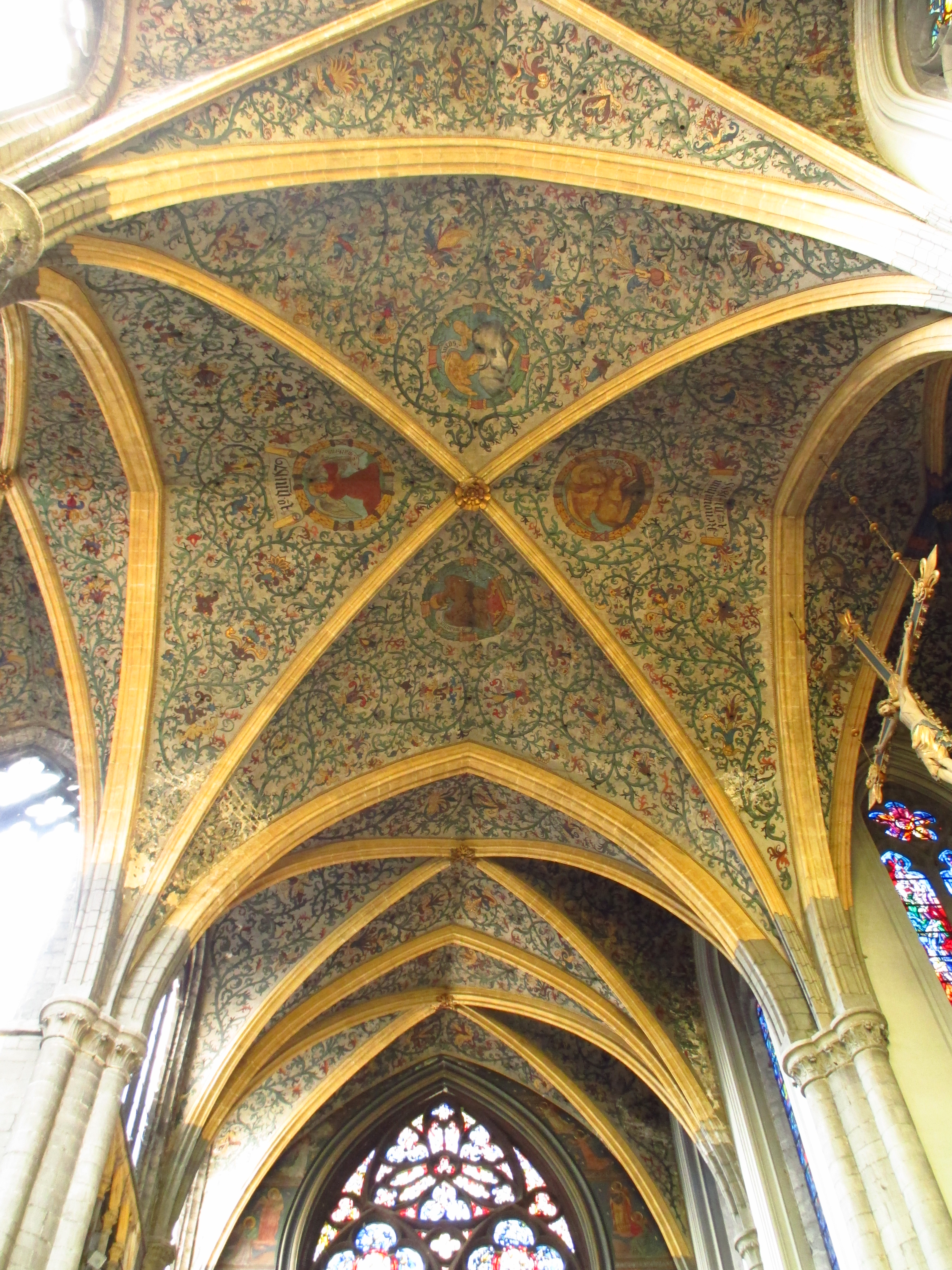
Bóveda cuatripartita.
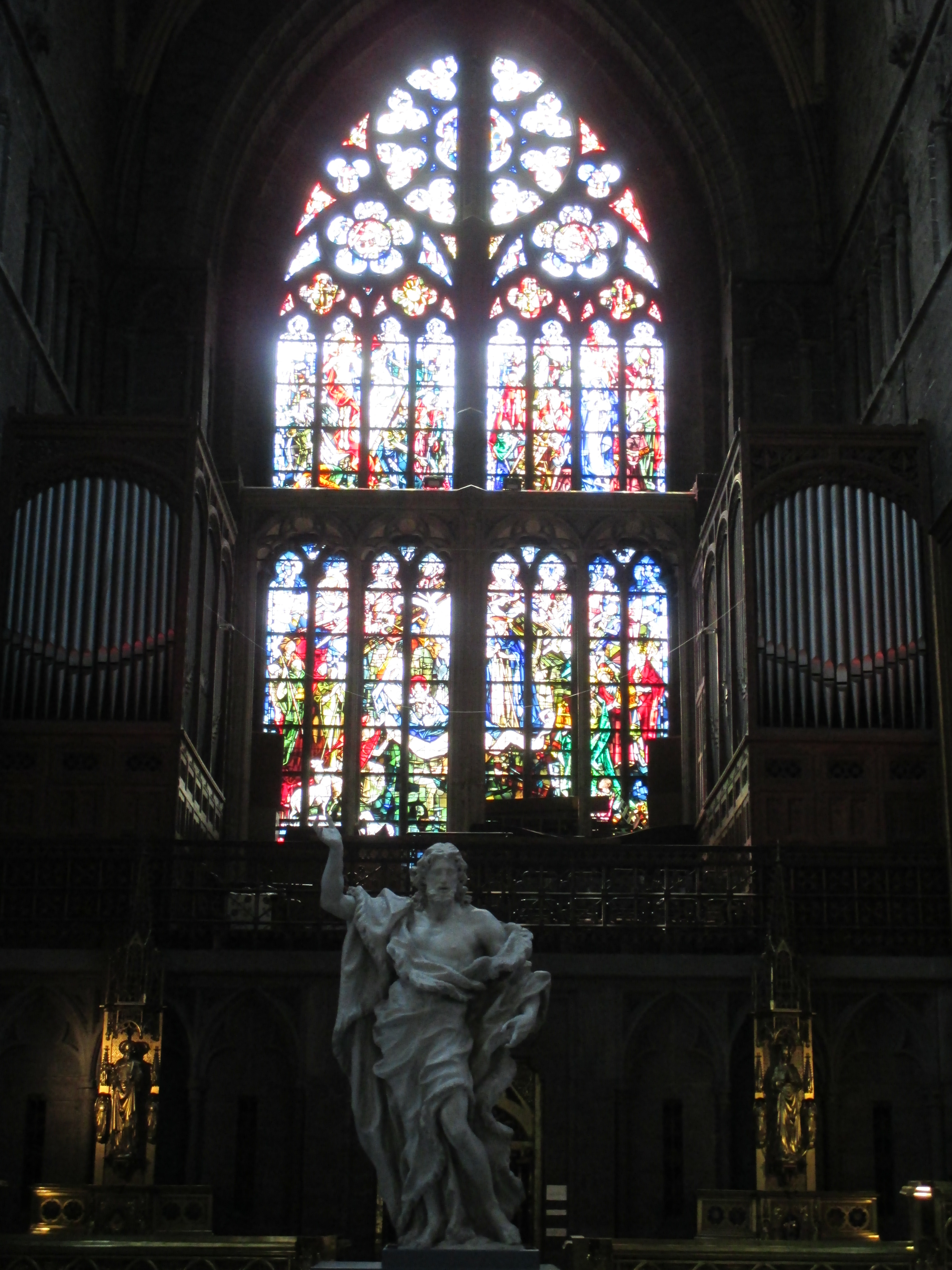
Vidriera principal, con la escultura de San Juan Bautista en primer término.
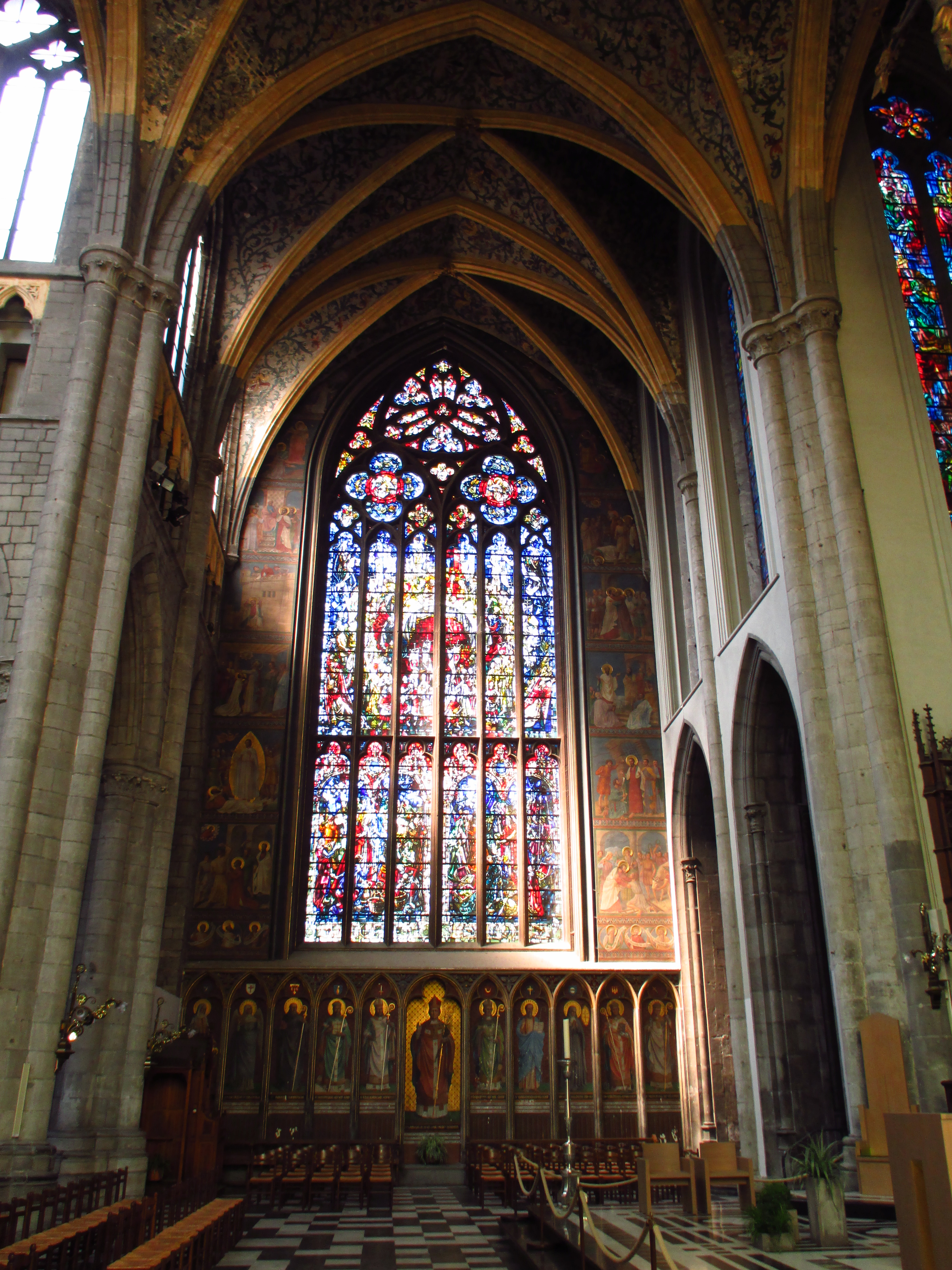
Vidriera de la Catedral, a la izquierda del transepto.
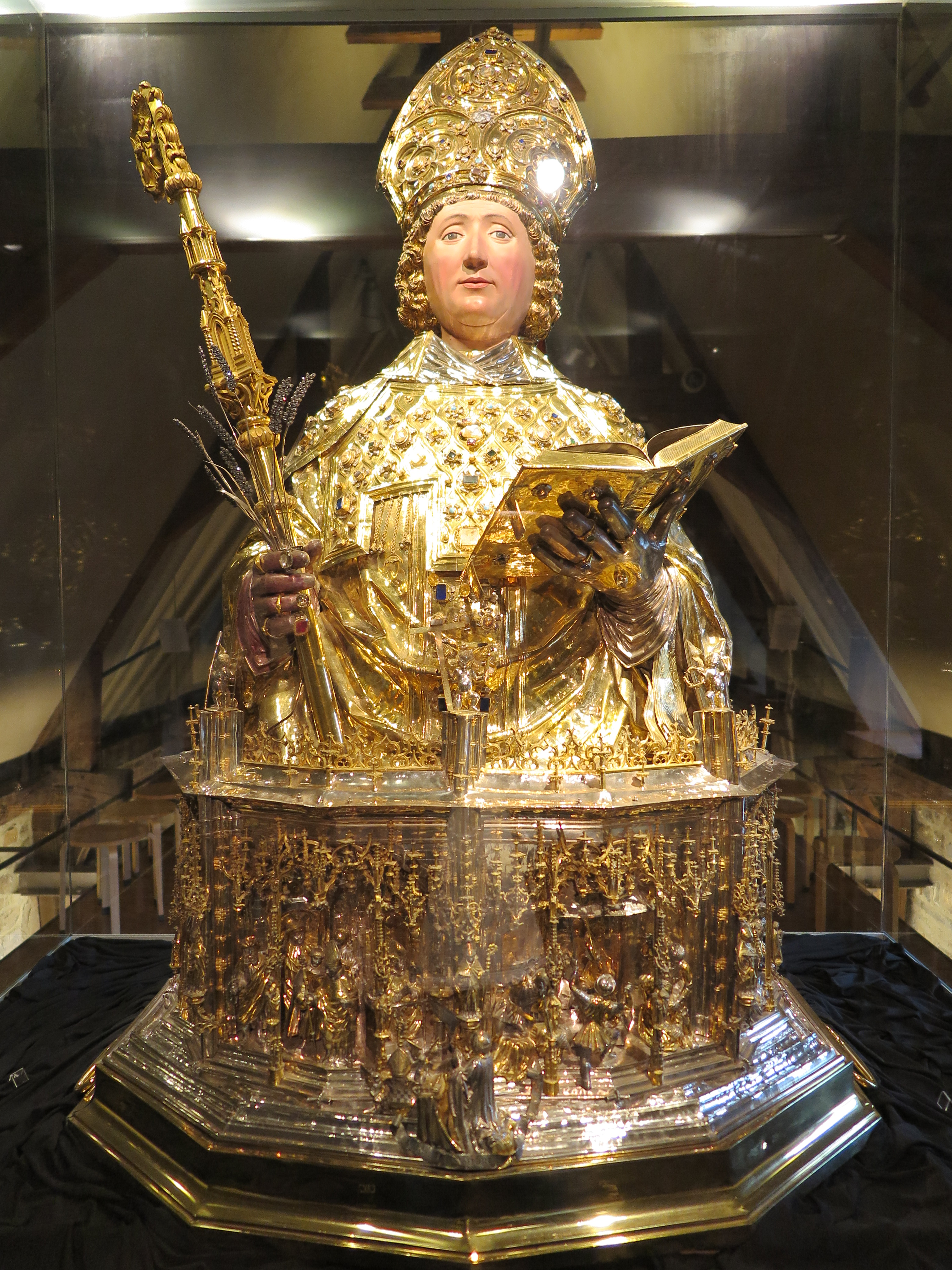
Busto-relicario de San Lamberto